# 컴퓨터 웜의 목록
다음은 컴퓨터 웜에 대한 내용을 다룬다.

## 스턱스넷
2010년 6월에 처음 발견되었으며 마이크로소프트 윈도우에서 감염된다. 최초로 발견된 산업시설을 감시, 파괴하는 악성 소프트웨어이자 산업시설의 소프트웨어 취약점을 이용한다. 이란의 우라늄 농축 시설에 피해를 준 것으로 유명하며, 제조국은 이스라엘, 미국, 그 외의 서방 국가들이 지목되고 있다.

## 멀리사 웜
1999년 3월 26일에 처음 발견되었다. 감염된 파일이 첨부된 전자 우편을 보내는데 이 파일을 열면 마이크로소프트 워드의 한 기능을 이용해 아웃룩의 주소록에 등록된 50명에게 동일한 전자 우편을 보냈다. 이것이 계속 반복되면서 메일 발송이 급증해 결국은 서버가 오버플로우(overflow)되는 사태에 이르렀으며, FBI에서는 이 웜을 유포한 혐의로 당시 31살이었던 프로그래머 데이비드 L. 스미스를 체포했다.

## 코드 레드 웜
이 웜은 2001년 7월 23일에 처음 관찰되었다. 마이크로소프트의 인터넷 정보 서비스(IIS)의 버터 오버플로 취약점을 이용해 엄청난 데이터를 보내 네트워크 과부하를 일으켰다. 윈도우 NT와 윈도우 2000의 웹 서버를 경유지로 이용했으며, 감염된 후 잠복해 있다가 일정 기간이 지나면 몇몇 IP에 서비스 거부 공격(DoS)를 가하는 루틴도 포함되었다. 한편 대한민국에서는 서버 3만 7천여 대가 피해를 입어 미국에 이어 세계 2위가 되었다.

## 콘피커
2008년 10월부터 확산되기 시작했으며, 만우절 바이러스 로도 불린다. 중요한 윈도 프로세스인 svchost.exe, explorer.exe, services.exe 등도 감염시키며, 감염된 컴퓨터에서는 윈도의 시스템 서비스를 비활성화시킨다. 그리고 서버에 연결해서 추가로 전파할 명령을 받고, 개인 정보를 유출하거나 컴퓨터에 맬웨어를 다운로드해 설치한다. 그리고 관리자 계정의 암호를 무차별 대입 공격으로 알아내려 하는 만큼 암호를 정할 때 최대한 어렵고 복잡하게 만들 것을 요한다. 그리고 중화인민공화국에서는 2016년 9월 넷째 주(19~25일)에 24만 4천 대의 컴퓨터를 감염시키기도 했다.